# La cerca (película)
La cerca es un cortometraje colombiano de 2004 dirigido y escrito por Rubén Mendoza y protagonizado por Hernán Méndez Alonso, Daniel Páez, Blanca Molina y Santiago Mendoza. Fue exhibido en una gran cantidad de eventos nacionales e internacionales, haciendo parte de festivales en Francia, España, China, Brasil, Argentina, Inglaterra, Ecuador y Colombia. Narra la historia de Francisco Maldonado, Hernán Méndez un campesino que tiene una mala relación con su padre, que lo visita un 31 de diciembre para solucionar los problemas entre ambos y derribar la cerca que divide sus terrenos.

## Reparto
- Hernán Méndez Alonso
- Daniel Páez
- Blanca Molina
- Santiago Mendoza